# Eparchia riazańska
Eparchia riazańska – jedna z eparchii Rosyjskiego Kościoła Prawosławnego, z siedzibą w Riazaniu. Jej obecnym ordynariuszem jest metropolita riazański i michajłowski Marek (Gołowkow), zaś funkcję katedry pełni sobór Narodzenia Pańskiego w Riazaniu.

## Historia
Eparchia riazańska została w 1198 wyodrębniona z eparchii czernihowskiej, początkowo pod nazwą eparchii muromskiej i riazańskiej. W 1589 otrzymała ona rangę arcybiskupstwa. Początkowo granice eparchii pokrywały się z granicami księstwa riazańskiego, następnie – guberni riazańskiej. W 1667 otrzymała rangę metropolii, którą posiadała do 1722. Nosiła kolejno nazwy:
- riazańskiej i szackiej (1764–1799)
- riazańskiej i zarajskiej (1799–1928)
- riazańskiej i szackiej (1928–1944)
- riazańskiej i kasimowskiej (1944–2011).

W 2011 Święty Synod Rosyjskiego Kościoła Prawosławnego wydzielił z terytorium eparchii nowe administratury: eparchię kasimowską i eparchię skopińską. Wszystkie trzy eparchie tworzą metropolię riazańską.

### Biskupi riazańscy[2]
- Arseniusz, 1198–1213
- Eufrozyn z Athosu, 1223–1237
- Józef I, 1284–1285
- Bazyli, 1286–1294
- Stefan, 1303
- Cyryl
- Sawa I, 1304
- Mitrofan I, 1304
- Cyryl II[a]
- Filip
- Grzegorz, 1325–1334
- Eutymiusz
- Teodul
- Michał I
- Sawa II
- Cyryl III, 1334–1343
- Wassian I
- Bazyli, 1356–1360
- Atanazy, 1360–1376
- Wassian II, 1376
- Teoktyst, 1385–1387
- Teognost I, 1387/1388–1389
- Jeremiasz, 1389–1392
- Teognost II, 1392–1400/1401
- Stefan, 1400 (?)
- Eufrozyn, 1401–1410
- Sergiusz (Azakow), 1423
- Jonasz (Odnouszew), 1431–1448
- Eufrozyn (Zwieniec), 1448–1461
- Dawid, 1462–1471
- Bazyli III (?)
- Teodozjusz, 1471–1481
- Symeon (Szymon?) 1481–1496
- Protazy, 1496–1516
- Sergiusz II, 1517–1521
- Jonasz II, 1522–1547
- Michał II, 1548–1551
- Kasjan, 1551–1554
- Guriasz (Łużecki), 1554–1562
- Akacjusz
- Leonid, 1564 (?)
- Filoteusz, 1562–1569
- Sergiusz III, 1570–1572
- Teodozjusz (Wiatka) (Wiatko?), 1573
- Leonid (Protasjew), 1573–1584
- Mitrofan II, 1585–1598
- Warłaam, 1598–1601
- Ignacy, 1602–1605
- Teodoryt, 1605–1617
- Józef II, 1619–1620
- Antoni, 1621–1637
- Mojżesz, 1638–1651
- Misael, 1651–1655
- Hilarion, 1657–1673
- Józef III, 1674–1681
- Paweł (Morawski), 1681–1686
- Abrahamiusz, 1687–1700
- Stefan (Jaworski), 1700–1722
- Sylwester (Chołmski), 1723–1725
- Teofilakt (Łopatinski), 1726
- Gabriel (Bużynski), 1726–1731
- Laurenty (Gorka), 1731–1733
- Aleksy (Titow), 1733–1750
- Dymitr (Sieczenow), 1752–1757
- Palladiusz (Jurjew), 1758–1778
- Szymon (Łagow), 1778–1804
- Ambroży (Jakowlew-Orlin), 1804–1809
- Teofilakt (Rusanow), 1809–1817
- Sergiusz (Kryłow-Płatonow), 1817–1824
- Filaret (Amfitieatrow), 1825–1828
- Grzegorz (Postnikow), 1828–1831
- Eugeniusz (Kazancew), 1831–1837
- Gabriel (Gorodkow), 1837–1858
- Smaragd (Kryżanowski), 1858–1869
- Irynarch (Popow), 1864–1867
- Aleksy (Rżanicyn), 1867–1876
- Palladiusz (Rajew-Pisariew), 1876–1882
- Teoktyst (Popow), 1882–1894
- Justyn (Polanski), 1894–1896
- Melecjusz (Jakimow), 1896–1900
- Polieukt (Piaskowski), 1900–1902
- Arkadiusz (Karpinski), 1902–1906
- Nikodem (Bokow), 1906–1911
- Dymitr (Spierowski), 1911–1917
- Jan (Smirnow), 1917–1919
- Beniamin (Muratowski), 1920–1922
- Ambroży (Smirnow), 1923
- Borys (Sokołow), 1923–1928
- Juwenaliusz (Masłowski), 1928–1936
- Aleksy (Siergiejew), 1942–1943
- Dymitr (Gradusow), 1944–1947
- Filaret (Lebiediew), 1948–1951
- Mikołaj (Czufarowski), 1951–1963
- Palladiusz (Kaminski), 1963–1965
- Borys (Skworcow), 1965–1972
- Szymon (Nowikow), 1972–2003[3]
- Paweł (Ponomariow), 2003–2013[4]
- Beniamin (Zaricki), 2013–2015[5]
- Marek (Gołowkow), od 2015[6]

Według danych z grudnia 2011 eparchia dzieli się na czternaście dekanatów, w ramach których funkcjonuje 156 parafii obsługiwanych przez 154 kapłanów. Na jej terenie działają ponadto następujące klasztory:
- monaster Przemienienia Pańskiego w Riazaniu, męski
- monaster św. Jana Teologa w Poszczupowie, męski
- monaster Trójcy Świętej w Riazaniu, męski
- monaster Narodzenia Matki Bożej w Sołotczy, żeński
- monaster Opieki Matki Bożej w Michajłowie, żeński
- monaster Kazańskiej Ikony Matki Bożej w Riazaniu, żeński[1].